# مجمع ستارفيلد كويكس التجاري
مجمع ستارفيلد كويكس التجاري (باليونانية: 스타필드 코엑스몰)، الذي كان يُعرف سابقًا باسم مجمع كويكس التجاري، هو مركز تجاري تحت الأرض يقع في منطقة سامسونغ-دونغ، في حي غانغنام، سول، كوريا الجنوبية. يُشتق اسم "كويكس" من "مراكز المؤتمرات" و"قاعات المعارض".
يقع المجمع التجاري بالقرب من محطة سامسونغ على خط المترو 2 في سيول، عند تقاطع طريق تهيران وشارع يونغدونغ دايرو. يتاخم المجمع التجاري مركز كويكس للمؤتمرات والمعارض، الذي يعد جزءًا من مجمع كويكس الذي تديره جمعية التجارة الدولية في كوريا. ويعد ميدان الألفية هو المخرج الرئيسي للمول ويربطه مع محطة سامسونغ في الخط 2 للمترو.
تبلغ مساحة المجمع التجاري حوالي 154,000 متر مربع (1,660,000 قدم مربع)، منها 144,000 متر مربع (1,550,000 قدم مربع) تقع في طابق واحد تحت الأرض، مما يجعله أكبر مركز تسوق تحت الأرض في العالم. يضم المجمع التجاري إلى جانب مئات المحلات التجارية منطقتين للطعام، ومجموعة من السينما "ميغا بوكس"، وأكواريوم كويكس، ومتجر كبير للكتب، بينما تم نقل متحف حقول الكيمتشي إلى إنسادونغ. يحتوي المجمع التجاري أيضًا على منطقة للألعاب تُستخدم لتصوير بطولات الألعاب الإلكترونية، التي تُبث على التلفزيون المحلي. هناك مسارح داخلية وخارجية للمجمع التجاري تستخدم خلال الفعاليات الموسمية والظهور العام للمشاهير. المجمع التجاري مفتوح طوال العام من الساعة 10:30 صباحًا حتى 10:00 مساءً، والدخول إليه مجاني.

## معرض صور

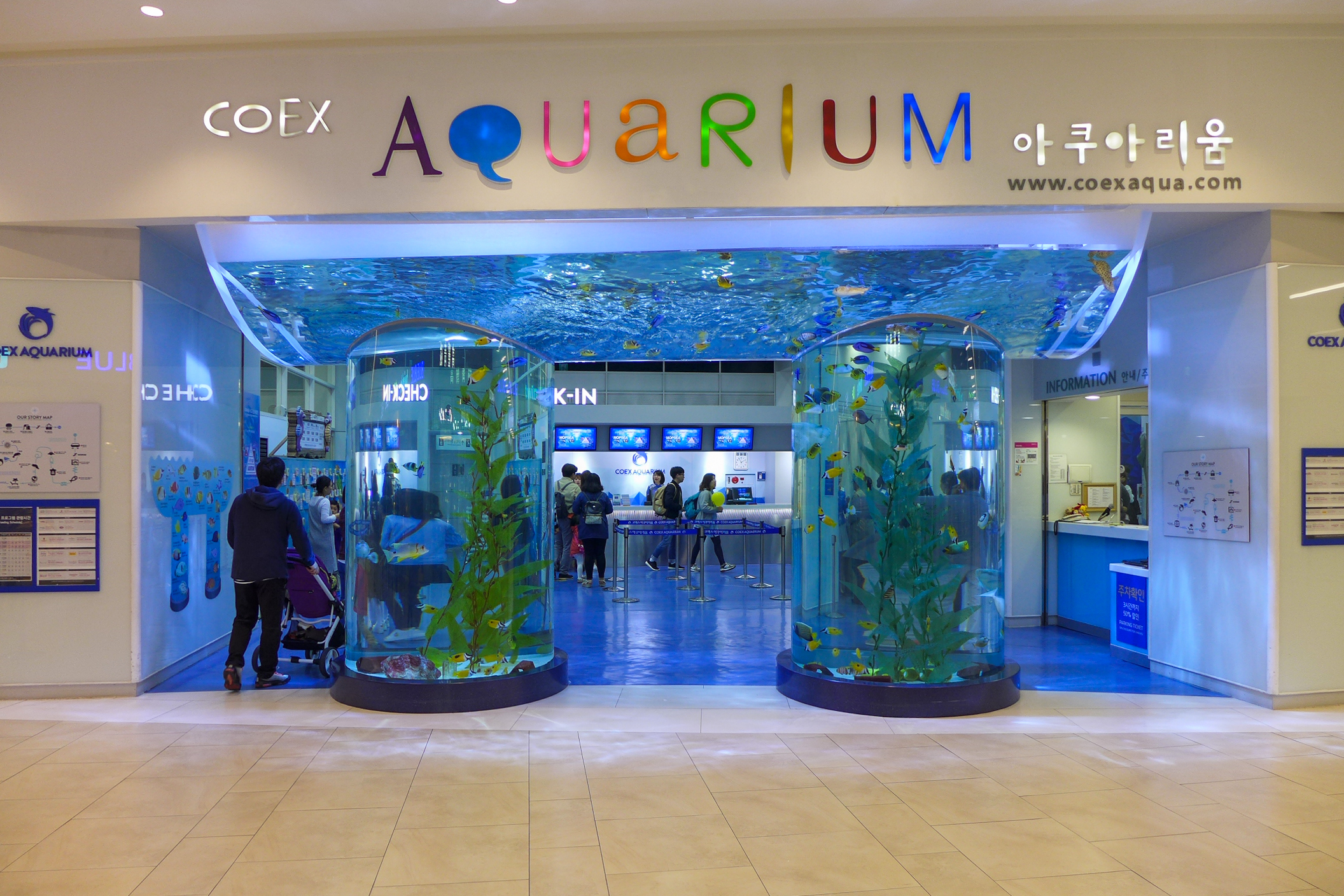
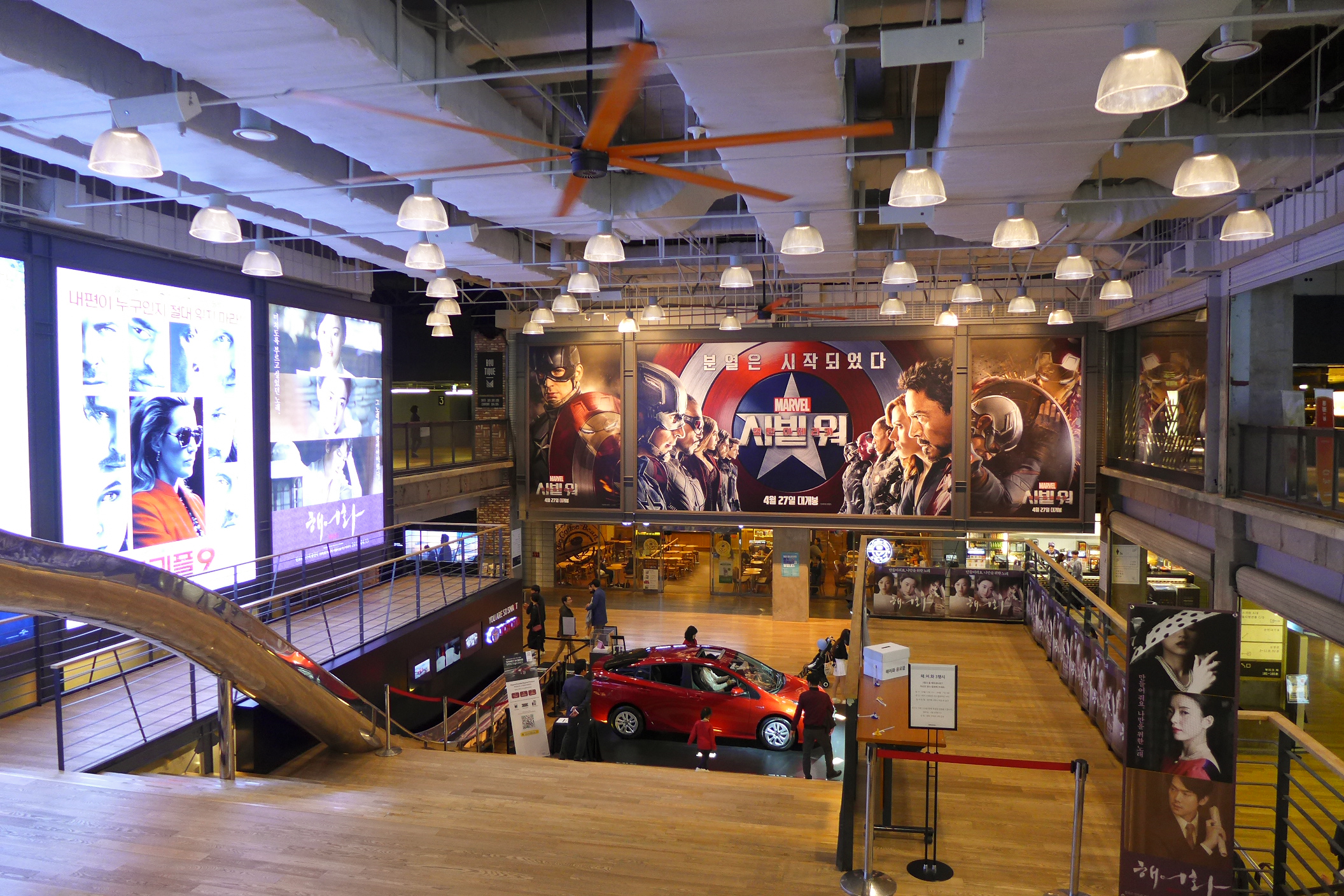

## وصلات خارجية
- موقع كويكس مول الرسمي بالإنجليزية
- كويكس مول : أسطورة الترفيه
- كويكس مول " التسوق في كوريا"
- كويكس مول - إحفظ هذا الموقع
- "كويكس مول"أكبر وأشهر مركز تسوق تحت الأرض في آسيا